# خط طول 135° غرب
خط طول 135° غرب هو أحد خطوط الطول الجغرافية، والتي تمتد من القطب الشمالي الجغرافي إلى القطب الجنوبي الجغرافي، وحسب التحويل الزمني يتأخر خط طول 135° غرب عن خط غرينتش بـ9 ساعات و0 دقائق.

## من القطب إلى القطب
ينطلق خط طول 135° غرب من القطب الشمالي نحو القطب الجنوبي مرورا بالمناطق التي ترد في الجدول التالي:
| الإحداثيات                           | البلد أو الإقليم أو البحر | ملاحظات |
| ------------------------------------ | ------------------------- | --- |
| 90°0′N 135°0′W / 90.000°N 135.000°W  | المحيط المتجمد الشمالي    | |
| 74°33′N 135°0′W / 74.550°N 135.000°W | بحر بيوفورت               | |
| 69°28′N 135°0′W / 69.467°N 135.000°W | كندا                      | الأقاليم الشمالية الغربية — Richards Island و mainland يوكون (إقليم) — من 67°0′N 135°0′W / 67.000°N 135.000°W كولومبيا البريطانية — من 60°0′N 135°0′W / 60.000°N 135.000°W |
| 59°19′N 135°0′W / 59.317°N 135.000°W | الولايات المتحدة          | ألاسكا — Alaska Panhandle (mainland) |
| 58°47′N 135°0′W / 58.783°N 135.000°W | Lynn Canal                | |
| 58°31′N 135°0′W / 58.517°N 135.000°W | الولايات المتحدة          | ألاسكا — Lincoln Island |
| 58°29′N 135°0′W / 58.483°N 135.000°W | Lynn Canal                | مرورا بغرب أدميرالتي (جزيرة)، ألاسكا, الولايات المتحدة (في 58°21′N 134°57′W / 58.350°N 134.950°W)                                                                          |
| 58°3′N 135°0′W / 58.050°N 135.000°W  | الولايات المتحدة          | ألاسكا — تشيكاغوف (جزيرة) وبارانوف (جزيرة) |
| 56°29′N 135°0′W / 56.483°N 135.000°W | المحيط الهادئ             | |
| 23°6′S 135°0′W / 23.100°S 135.000°W  | تاهيتي                    | جزيرة Mangareva |
| 23°7′S 135°0′W / 23.117°S 135.000°W  | المحيط الهادئ             | |
| 60°0′S 135°0′W / 60.000°S 135.000°W  | المحيط الجنوبي            | |
| 74°31′S 135°0′W / 74.517°S 135.000°W | القارة القطبية الجنوبية   | المطالب الإقليمية بالقارة القطبية الجنوبية |